# Luís Manuel de Távora
Luís Manuel de Távora (28 de Dezembro de 1646 — Alcántara, 16 de Abril de 1706), 4º conde de Atalaia, foi um nobre e militar português. 
Foi do Conselho de Estado e do Conselho de Guerra de D. Pedro II de Portugal, capitão de cavalaria, mestre de campo de um terço de infantaria, tenente-general de cavalaria até à reorganização do Exército em 1668.
Serviu na guerra contra Espanha sob D. Afonso VI de Portugal como tenente-general de cavalaria do Minho. Em 1670 acompanhou o seu cunhado Antônio Luís de Sousa, marquês das Minas a Roma. Fez parte da armada comandada pelo 1º visconde de Fonte Arcada que foi em socorro da praça de Orão em 1675. 
Segundo conta António Caetano de Sousa, no início de Setembro de 1687, ao referir-se aos festejos do casamento de D. Pedro II de Portugal com D. Maria Sofia Isabel de Neuburgo diz que ele será um dos cavaleiros tauromáquicos que actuará neles. Tendo-lhe calhado essa sorte o primeiro dia, dos três que eles decorreram, e nos outros actuaram D. Lourenço de Almada, conde de Atalaia e D. Cristóvão Manuel de Vilhena, conde de Vila Flor, respectivamente.
Nomeado embaixador extraordinário ao Ducado de Saboia, no regresso ao Reino, o seu navio foi atacado por seis navios piratas argelinos, com os quais travou combate em que lhes causou danos, mas sofreu bastantes ferimentos. Como recompensa de sua intrepidez e valentia, foi nomeado governador da Torre de Belém. Durante a Guerra da Sucessão Espanhola esteve em Badajoz em 1705, sitiando a cidade.
Em 1706, estando a governar as armas no Minho, teve de se incorporar no exército com que o marquês das Minas entrou em Madrid. Esteve no combate de Brozas, onde salvou o generalíssimo português, prestes a ser aprisionado, chegando com o exército português à vista de Alcántara em 9 de Junho de 1706. Antônio Luís de Sousa e diversos oficiais foram escolher o local para instalar a artilharia, a fim de começar o ataque à praça. Quando regressavam ao acampamento, uma bala feriu gravemente o conde de Atalaia, que morreu horas depois.

## Casamentos e descendência
D. Luís casou-se pela primeira vez em 1664 com D. Maria Madalena (ou Margarida) de Noronha de Sousa (1643-1675), filha de Francisco de Sousa, 1.º marquês das Minas. Deste casamento nasceram:
- Pedro Manuel de Ataíde (1665 - Viena de Áustria, 1722), 5.º conde de Atalaia
- Francisco (1668, morreu jovem)

Em segundas bodas, desposou em c. 1676 D. Francisca Leonor de Mendoça da Câmara, filha de Manuel Luís Baltazar da Câmara, 1.º Conde da Ribeira Grande. Deste casamento teve abundante descendência:
- João Manuel de Noronha (1679 - Nápoles, 1761), 6º conde de Atalaia, 1º marquês de Tancos
- Manoel (1680-1706), professor em Coimbra
- José I (1686-1720) sacerdote, 2º cardeal-patriarca de Lisboa
- Miguel (1689-1696)
- Filipe (1692)
- Diogo (1694-1738), cavaleiro de Malta
- António (1695-1726), sacerdote
- Francisco (9 de outubro de 1697-26 de janeiro de 1763), clérigo secular da Congregação do Oratório de Jesus Cristo[2],
- Eufrásia (1671-1724)
- Mécia Teresa (1677-?), casada em 1707 com Xavier Pedro de Sousa
- Inês (1682-1683)
- Maria (n. 1683), morreu jovem
- Teresa Josefa (1688 - morta na Luz, onde sepultada), casou em Lisboa em 1703 com Sancho de Faro e Sousa, conde de Vimieiro
- Leonor (n. 1693), freira

Teve ainda dois filhos naturais:
- João (m. 1738), professor em Coimbra
- Nuno (1669-1743), sacerdote.